# Piotr Poźniak
Piotr Poźniak (ur. 26 sierpnia 1939 w Krakowie, zm. 23 listopada 2016 tamże) – polski muzykolog specjalizujący się w muzyce dawnej, w szczególności renesansowej, źródłoznawca i edytor, profesor zwyczajny.

## Życiorys
Syn kompozytora i muzykologa Włodzimierza Poźniaka i pianistki Zofii ze Szkockich.
Studiował muzykologię na Uniwersytecie Jagiellońskim w latach 1958–1963. Równocześnie studiował w PWSM teorię i kompozycję oraz dyrygenturę chóru.
1963-1973 pracował w PWM jako redaktor muzyki dawnej. W 1972 prowadził poszukiwania archiwalne w Paryżu, jako stypendysta rządu francuskiego.
Od 1973 redaktor naukowy działu „teoretycy i kompozytorzy XVI wieku” w Encyklopedii Muzycznej PWM.
1973-2009 pracował w Katedrze Historii i Teorii Muzyki UJ (obecnie Instytut Muzykologii), którą kierował w latach 1982–1985.
W 1981 doktoryzował się na podstawie pracy o Jakubie Reysie zwanym Polakiem, w 1999 uzyskał habilitację, a w 2006 otrzymał tytuł profesora zwyczajnego.
Prowadził wykłady z historii muzyki dawnej i edytorstwa w Akademii Muzycznej w Krakowie, wykładał gościnnie na uniwersytetach w Bochum, Leuven, Rzymie i Salzburgu, w Akademii Muzycznej w Kijowie i Herzog August Bibliotek w Wolfenbüttel. Brał udział w licznych konferencjach naukowych ogólnopolskich i międzynarodowych.
Przewodniczący Zarządu Sekcji Muzykologów ZKP w latach 1985–1991. Należy do grona założycieli Bractwa Lutniowego (1981) i Polskiego Towarzystwa Muzyki Dawnej (1990).
Był członkiem honorowym Antiquae Musicae Italicae Studiosi (A.M.I.S.) w Como.
Odznaczony Krzyżem Kawalerskim Orderu Odrodzenia Polski.
W 2015 został odznaczony Srebrnym Medalem „Zasłużony Kulturze Gloria Artis”.
Pochowany na cmentarzu Rakowickim w Krakowie (kwatera P, wsch.).

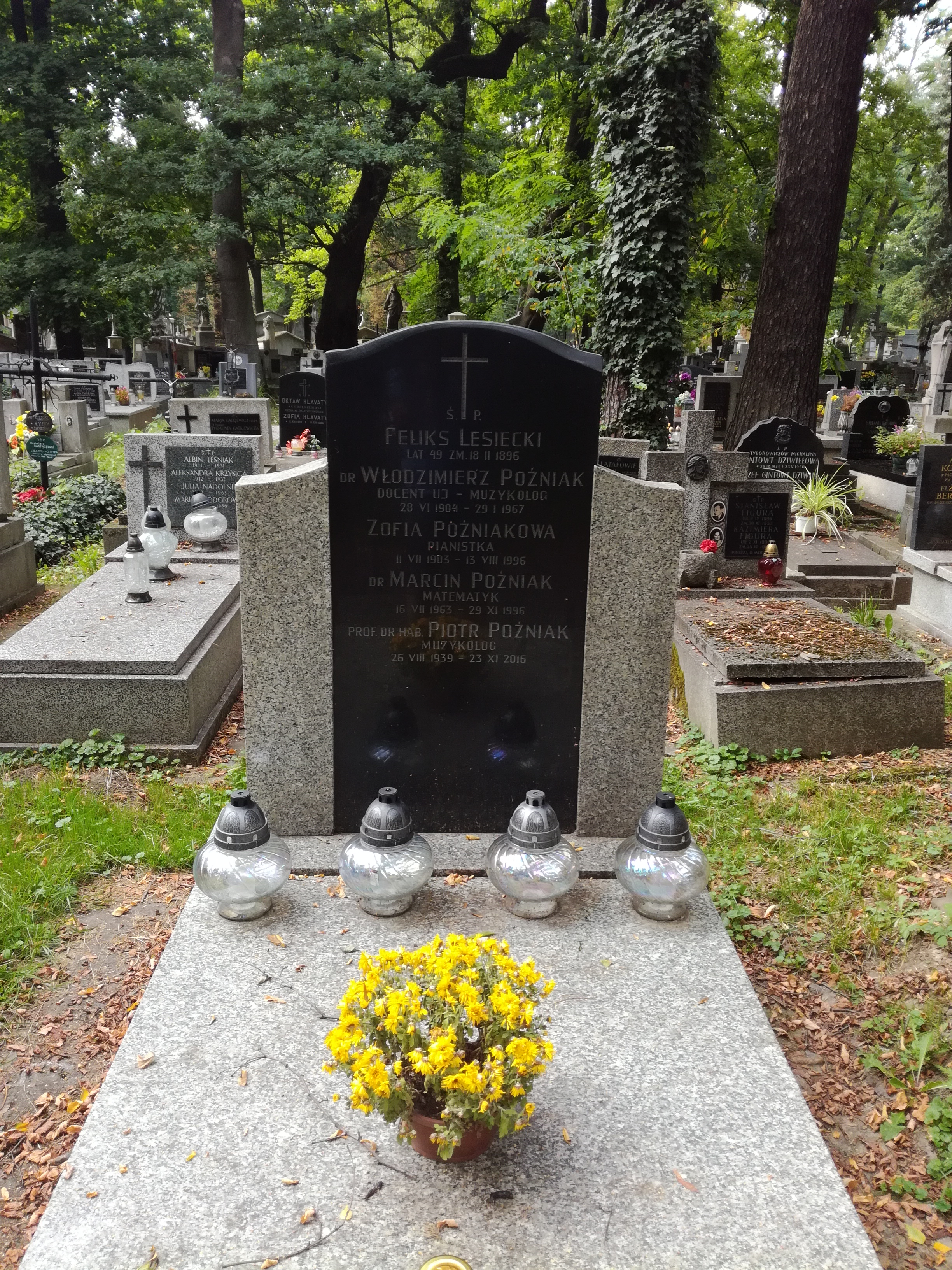
Grób prof. Piotra i prof. Włodzimierza Poźniaka na cmentarzu Rakowickim

## Zainteresowania naukowe
Temat pracy dyplomowej Polska fantazja lutniowa na przełomie w. XVI i XVII wyznacza kierunek jego dalszych badań.
W pracy doktorskiej Twórczość Jakuba Reysa zwanego Jakubem Polakiem na tle muzyki lutniowej XVI i XVII wieku objawił się jako wybitny znawca muzyki lutniowej, o czym świadczy bogaty materiał porównawczy.
Jego warsztat badawczy to, precyzyjne sprawdzanie wiarygodności źródeł muzycznych i traktowanie transkrypcji, jako punktu wyjścia do analizy i interpretacji utworu.
Wnikliwe badania zabytków muzycznych publikowane w licznych artykułach naukowych zaowocowały całościowym ujęciem tematu w pracy Repertuar polskiej muzyki wokalnej w epoce Renesansu, co doprowadziło do rewizji dotychczasowego stanu badań i zaproponowania nowego ujęcia polskiej muzyki wokalnej.

## Prace
- Repertuar polskiej muzyki wokalnej w epoce renesansu. Studium kontekstualno-analityczne, Kraków 1999 (rozprawa habilitacyjna)
- Muzyka XV-XVI wieku i pojęcie renesansu w historiografii, Kraków 2000 (skrypt)
- Z zagadnień transkrypcji lutniowej, M 1967 nr 2
- Utwory polskich lutnistów w rękopisie lorda Herberta of Cherbury, <Z dziejów muzyki polskiej>15, Bydgoszcz 1973
- Utwory lutniowe Hortensjusza Perli i Mikołaja z Padwy, <Pagine>II, Warszawa 1975
- Przejawy estetyki baroku w utworach lutniowych S.L. Weissa, w: Muzyka a społeczeństwo, Brzeg 1975, wersja włoska I momenti dell’estetica barocca nell’opera liutistica di S.L. Weiss, „Il Fronimo” 1979 nr 26 (Mediolan)
- Antiquitates Musicae in Polonia, M 1979 nr 2
- Aspects de la chanson en Pologne au XVI siècle, w: La chanson à la Renaissance, materiały z konferencji w Tours, VII 1977, red. J.M. Vaccaro, Tours 1981
- Jacob Polonais et Jacob Reys w: Le luth et sa musique. II, materiały z konferencji w Tours IX 1980, red. J.M. Vaccaro, Paryż 1984
- I canti per voce sola e liuto nel XVI e XVII secolo come uno dei modi di genesidella monodia, w: Sodalium voces, <Miscellanee, Saggi, Convegni>XXIV, red. L. Caligari, Bologna 1981, wersja polska M 1984 nr 4
- Pieśni reformacyjne drukowane w Krakowie w XVI w., w: Tradycje muzyczne Katedry Wawelskiej, materiały z konferencji muzykologicznej w Krakowie, 1984, red. J. Berwaldt, Kraków 1986
- Die Musik in Polen zur Zeit der Jagiellonen, w: Polen im Zeitalter der Jagiellonen 1386-1572, katalog wystawy w zamku Schallaburg koło Wiednia, 1986, red. F. Stolot i inni, Wiedeń 1986
- Czarna krowa czy O guardame las vacas, M 1986 nr 3
- Symbolika liczb w twórczości Wacława z Szamotuł i M. Zieleńskiego, w: Muzykologia krakowska 1911-1986, red. E. Dziębowska, Kraków 1987, wersja anielska <Polish Art Studies>11, red. S. Morawski, Warszawa 1990, poszerzona wersja włoska L’uso simbolico dei rapporti numerici nella musica del Cinquecento, „A.M.I.S. Bolettino dellAssociazione” V, 1989 nr 10/11
- Technika parodiowania w mszy T. Szadka, w: Musicae sacrae ars et scientia, ks. pam. K. Mrowca, <Roczniki Teologiczno-Katolickie>XXXIV, z. 7, Lublin 1989
- La musica di gagliarda, volta e corrente nel secolo XVI e agli inizi del secolo XVII, w ks. pam. G. Vecchiego, red. I. Cavallini, Modena 1989
- Problems of Tonality in the Ricercars of Spinacino and Bossinensis, „Journal of the Lute Society of America” XXIII, 1990 (wyd. 1994)
- Dawna muzyka organowa w wydaniach Ludowego Instytutu Muzycznego, M 1994 nr 3, wersja skrócona An Unsuccessful Edition of an Important Organ Tablature, „Musica Iagellonica” t. 2, red. Z. M. Szweykowski, Kraków 1998
- Le vocal et l’instrumental dans les tablatures manuscrites polonaises du XVIe siècle, w: Le concert des voix et des insrtuments, materiały z konferencji w Tours, 1991, red. J.M. Vacarro, Paryż 1995
- Dwunasta pieśń czterogłosowa Cypriana Bazylika, M 1996 nr 1
- Dzieje i zawartość polskich kancjonałów składanych oraz Koniec legendy w polskim madrygale, M 1996 nr 3
- Word-Painting in the Fifth Book of Motets by Palestrina, „Musica Iagellonica” t. 2, red. Z.M. Szweykowski, Kraków 1998
- Jan Dziki, lutnista gdański, w: Muzykolog wobec dzieła muzycznego, ks. pam. E. Dziębowskiej, red. M. Woźna-Stankiewicz i Z. Dobrzańska-Fabiańska, Kraków 1999
- Tonalité des ricercars de Joanambrosio Dalza, w: Luth et luthistes en Occident, materiały z konferencji zorganizowanej przez La Cite de la Musique, Paryż 1998, red.Ph. Canguilhem i inni, Paryż 1999
- K. Sielicki, lutnista-kompozytor i jego twórczość, „Saeculum Christianum” IX, 2002 nr 2 (wyd. 2003)
- Drukowana wersja utworu Piotra z Grudziądza, w: Complexus effectuum musicologicae. Studia Miroslao Perz septuagenario dedicata, red. T. Jeż, Kraków 2003
- Kanony A. Chylińskiego, prefekta muzyki w Padwie na tle „uczonej” muzyki w XVII-wiecznej Polsce, Res Facta Nova, 2003
- The Kraków Lute Tablature: A Source Analisis, III, 2004
- Presenza di G.M. Asola nei fondi musicali di Cracovia, w: Barocco Padano, 3, red. A. Colzani i inni, Como 2004
- ponad 230 haseł encyklopedycznych

## Wydania
- 3 fantazje W. Bakfarka i anonimowe tańce polskie, w: Muzyka w dawnym Krakowie, red. Z.M. Szweykowski, 1964
- W. Długoraj Fantazje i wilanele, WDMP z. 23, 21964
- G.G. Gorczycki Gaude Maria Virgo, w: Muzyka staropolska, red. H. Feicht, 1966
- D. Cato Preludia, fantazje, tańce i madrygały, WDMP z. 24, 21970 i z. 67, 1973
- F. Maffon Madrygał i greghesca. Fantazja, ŹHMP XX, 1970
- B. de Selma Fantazje i passegiaty, „Florilegium Musicae Antiquae” XXXVI, 1971
- sekwencja i pieśń, MAP – Średniowiecze, red. J. Morawski, 1972
- anonim Polonezy, kozaki i mazury z XVIII/XIX w.,ŹHMP XXIII, 1973
- M.Kamieński Nędza uszczęśliwiona, akt II, „Opery Polskie” t. 2, 1978
- S.S. Szarzyński Completorium, WDMP z. 76, 1980
- Jakub Polak-Reys Utwory zebrane, 1993
- wyd. bibliofilskie z W. Waleckim (oprac. filologiczne): Processyja wielkanocna, Pieśń rokoszan Zebrzydowskiego, Pieśni nabożne z Pisma Świętego..., wszystkie 1996
- Polskie pieśni wielogłosowe z XVI i pocz. XVII w. (140 utworów), MMiP seria B, t. 2, Warszawa-Kraków 2004
- Album sapieżyńskie. Wileńska tabulatura organowa z XVII w. obrazami żywota św. Franciszka zdobiona, «Sub Sole Sarmatiae» IX, Kraków 2004 (45 utworów)
- Jakub Lubelczyk Psałterz i kancjonał z melodiami..., Hymnorum Poloniae Antiquorum Corpus t. 2, 2010
- Pieśni z kancjonałów Jana Seklucjana.., Hymnorum Poloniae Antiquorum Corpus t. 1, 2012

## Redakcje
- MAP – Renesans, antologia, 7 z., z. 1-2 1993, z. 4-6 1994, z. 3 i 7 1994 (191 utworów, w tym wydanie własne 80 utworów)
- Affetti musicologici, ks. pam. Z.M. Szweykowskiego, 1999